# Silicon Graphics
Silicon Graphics, Inc. (SGI, ранее — Silicon Graphics Computer Systems или SGCS) — американская компьютерная компания. Основана в 1982 году Джимом Кларком как компания по производству графических терминалов. Первый продукт компании был основан на работе Кларка над «геометрическим движком» — программно-аппаратным обеспечением, позволяющим значительно ускорить рендеринг трёхмерных изображений. SGI вышла на калифорнийский рынок акций в ноябре 1981 года, а затем, повторно — в январе 1990 года, уже в штате Делавэр.

## История
SGI внесла большой вклад в развитие компьютерной графики, в частности, она известна разработкой графической библиотеки OpenGL. Фирма также занималась разработкой известных high-end графических станций и систем визуализации: Indigo, Indy, Octane, O2, Fuel, Tezro, Prizm. Разрабатывала кластеры для комплексных вычислений (серия Altix), высокопроизводительные серверы. Изначально, например, в станциях O2, Fuel, Tezro SGI использовала собственные компоненты: 64-разрядные RISC-процессоры архитектуры MIPS с частотой до 1 ГГц и собственные материнские платы. Была разработана собственная операционная система SGI IRIX, базирующаяся на UNIX (System V).

### Графические рабочие станции
Благодаря графическим рабочим станциям, созданным SGI, на киноэкранах ожили динозавры в фильме «Парк Юрского периода», был снят «Форрест Гамп», началась новая эра использования компьютерной графики в производстве киносъемки, компьютерная графика стала объемной.
Рабочие станции SGI всегда отличались высокой производительностью и имели очень высокую цену (до нескольких десятков тысяч долларов за машину высшего уровня). Только достаточно крупные организации могли позволить себе приобрести компьютеры SGI. Со временем рабочие станции на базе x86 стали догонять по производительности RISC-системы SGI, будучи при этом гораздо дешевле (в среднем на 25 % при эквивалентной производительности).
У Silicon Graphics возникли финансовые проблемы. Это явилось следствием жестокой конкуренции с компанией Intergraph Computer System (ICS) — подразделением корпорации Intergraph, выведшей на рынок новый тип высокопроизводительных графических систем — персональных рабочих станций — на платформе Intel. (Добавление персональные призвано было указать на использование процессора «как у PC». Такие рабочие станции избавили технических профессионалов от необходимости иметь два компьютера: один для расчётов, другой для написания отчётов. Интересно, что до 1992 года корпорация Intergraph сама выпускала графические станции на собственной RISC-платформе Clipper.)
В некоторых своих продуктах (под рыночным давлением Intergraph Computer System и в преддверии скорого слияния с ней), фирма SGI сначала использовала процессоры Pentium III фирмы Intel. В последующем, после слияния с компанией Intergraph Computer System и реорганизации, SGI перевела на процессоры Intel весь спектр своей продукции (например, станция визуализации Zx10, доставшаяся в наследство от Intergraph).

### Серверы и суперкомпьютеры
В начале 1990-х компания Silicon Graphics перенаправила свой бизнес с графических терминалов на рынок высокопроизводительных вычислений. Успех первых попыток компании в области серверных систем (а именно, серия SGI Challenge, основанная на процессорах MIPS R4400, R8000 и R10000) мотивировал SGI создать гораздо более мощную систему. Использование новых процессоров MIPS R10000 позволило компании спроектировать систему SGI Origin 2000, в конечном счете расширяемую до 1024 ЦП, используя собственную межсистемную связь cc-NUMA (NUMAlink). Позже Origin 2000 породила новую систему — Origin 3000, вышедшую с теми же максимальными 1024 ЦП, но использовавшую в разработке микропроцессоры R14000 и R16000 с частотой до 700 МГц. Однако, в 2005 году, когда SGI приняла стратегическое решение о переходе на архитектуру Intel IA-64, суперкомпьютеры, базированные на MIPS, были сняты с производства.
И именно в начале 1990-х годов у компании MIPS Computer Systems возникали финансовые трудности и из-за этого задержки с поставкой процессоров на рынок. Но новые проекты на процессорах MIPS были настолько важны для Silicon Graphics (в то время являвшихся одними из немногих основных покупателей процессоров MIPS), что в 1992 году SGI приобрела компанию MIPS за $333 млн. Став дочерней компанией SGI, MIPS Computer Systems получили новое название MIPS Technologies. Но 30 июня 1998 года компания MIPS Technologies провела IPO, собрав $16,3 млн, и частично став независимой компанией. А к июню 2000 года SGI окончательно распродала все принадлежавшие ей акции MIPS.
В феврале 1996 года Silicon Graphics вышла на рынок суперкомпьютеров, купив за $767 млн компанию Cray Research, у которой в тот момент имелись большие финансовые затруднения. Последняя вошла в состав Silicon Graphics в качестве подразделения «Cray Research Division». Но в 2000 году Silicon Graphics продала своё подразделение Cray Research компании Tera Computer, после чего последняя была переименована в Cray Inc.

### Финансовые трудности и банкротство
Несмотря на все попытки вернуть свои позиции на рынке, компания продолжала нести убытки, основной причиной которых, по мнению аналитиков, стали ошибки в управлении компанией нового генерального директора компании — Рика Белуццо, занимавшего этот пост в 1998 и 1999 годах.
8 мая 2006 года, спустя 24 года после основания, компания объявила, что находится в состоянии банкротства, и представила в суд заявку о банкротстве в соответствии с главой 11, идея которой состоит в том, что реорганизация неплатёжеспособных, плохо управляемых компаний нередко является для общества лучшим выходом, чем их ликвидация. После объединения Silicon Graphics и Intergraph Computer Systems новой организации достались самые «тяжёлые» (мощные) графические продукты Intergraph: графические ускорители OpenGL, высокопроизводительные графические рабочие станции и серверы рендеринга (продукты среднего и начального уровня были проданы другим производителям).
К сентябрю 2006 года SGI практически решила финансовые проблемы и объявила о плане реструктуризации, в соответствии с которым собирались полностью заменить совет директоров компании и топ-менеджмент. Об этом заявил исполнительный директор Деннис Маккена. Также, по его словам, численность сотрудников компании значительно уменьшится — с 2200 до 1600 человек. Выход из процедуры банкротства планировался на октябрь 2006 года.
Примечательно, что здание бывшей штаб-квартиры SGI сегодня принадлежит Google.
В феврале 2008 года SGI объявила о покупке компании Linux Networx, выпускающей программное обеспечение для управления кластерами на основе Linux.
В декабре 2008 года NASDAQ предупредила SGI о делистинге на Нью-Йоркской бирже, так как она больше не удовлетворяла минимальным требованиям.

### Rackable Systems покупает и обновляет SGI
2 апреля 2009 года компания Rackable Systems, специализирующаяся на серверах и решениях для хранения больших объёмов информации, объявила о приобретении SGI за 25 млн $. Рыночная капитализация SGI 31 марта 2009 года составляла всего 4,78 млн $, стоимость Rackable Systems превышает 120 млн $.
В мае 2009 года было объявлено о завершении процесса приобретения активов корпорации SGI, и в результате ребрендинга Rackable Systems стала именоваться SGI, что, однако, теперь означало Silicon Graphics International, а не Silicon Graphics, Inc. По состоянию на 2013 год компания котируется на NASDAQ с тикером SGI.

### Hewlett Packard Enterprise покупает обновлённую SGI
11 августа 2016 года было объявлено, что корпорация Hewlett Packard Enterprise поглощает компанию Silicon Graphics International (SGI) за 275 млн $. Компании собираются полностью объединить свои портфели продуктов и стратегии выхода на рынок, HPE интегрирует все серверные, систем хранения данных и ПО подразделения SGI.